# Magare Tshekiso
Magare Tshekiso ist ein ehemaliger botswanischer Boxer. Er trat bei den Olympischen Sommerspielen 1988 in Seoul an.
Im Bantamgewichtsturnier verlor er seinen Erstrundenkampf gegen René Breitbarth.